# Periquito elegant
El periquito elegant (Neophema elegans) és una espècie d'ocell de la família dels psitàcids (psittacidae) que habita boscos, matolls i praderies de dues zones d'Austràlia, per una banda al sud-est d'Austràlia Meridional i Victòria (Austràlia) i per altra a l'est d'Austràlia Occidental.